# استونیتریل
استونیتریل (به انگلیسی: Acetonitrile) یک ترکیب شیمیایی با شناسه پاب‌کم ۶۳۴۲ است. شکل ظاهری این ترکیب، مایع بی‌رنگ است. این ماده به عنوان یک حلال پروتونی قطبی در سنتز آلی و در تصفیه بوتادین (butadiene) استفاده می‌شود. از حلال استونیتریل در دستگاه‌هایی مانند کروماتوگرافی مایع و گاز استفاده می‌شود.
استونیتریل CH3CN یک حلال آپروتیک و قطبی است که با نام متیل سیانید نیز شناخته می‌شود. این ماده یک نیتریل آلیفاتیک و یک ترکیب آلی فرار و بی‌رنگ است که طیف گسترده‌ای از ترکیبات قطبی و غیرقطبی را حل می‌کند.
استونیتریل اولین بار در سال ۱۸۴۷ توسط شیمیدان فرانسوی ژان بتیست دوما تهیه شد. این ماده عمدتاً به عنوان محصول جانبی در فرایند تولید اکریلونیتریل به دست می‌آید.

## کاربردها
استونیتریل در سنتز ترکیبات آلی و در تصفیه بوتادین استفاده می‌شود. همچنین این ماده به دلیل داشتن ثابت دی الکتریک نسبتاً بالا و توانایی حل کردن الکترولیتها، کاربرد گسترده‌ای در ساخت باتری‌ها دارد. در صنعت نیز به عنوان حلال برای ساخت دارو و فیلم عکاسی به کار می‌رود.
استونیتریل به دلیل قابلیت عبور نوری مناسب در ناحیه طول موج کوتاه ماورابنفش، ویسکوزیته پایین و واکنش پذیری شیمیایی کم؛ به عنوان یک فاز متحرک در کروماتوگرافی HPLC و LC-MS استفاده می‌شود.

## سمی بودن استونیتریل
موارد مسمومیت با استونیتریل در انسان با استنشاق، بلع یا جذب پوستی اتفاق می‌افتد و علائم آن، که معمولاً چند ساعت بعد ظاهر می‌شود، شامل مشکلات تنفسی، ضربان آهسته نبض، حالت تهوع و استفراغ است. تشنج و اغما می‌تواند در موارد جدی رخ دهد و به دنبال آن مرگ ناشی از نارسایی تنفسی اتفاق می‌افتد. روش درمانی متداول آن (مانند مسمومیت با سیانید) استفاده از اکسیژن، سدیم نیتریت و سدیم تیوسولفات است.
متابولیسم نسبتاً آهسته استونیتریل به هیدروژن سیانید اجازه می‌دهد تا بیشتر سیانید تولید شده با تبدیل شدن به تیوسیانات در بدن سم زدایی شود. همچنین مقدار بیشتر استونیتریل قبل از متابولیسم بدون تغییر از طریق بازدم و ادرار دفع می‌شود.
با وجود سمی بودن، این ماده در فرمولاسیون لاک پاک کن‌ها به کار می‌رود. استفاده آن در محصولات آرایشی از سال ۲۰۰۰ در اروپا ممنوع شد. امروزه استون و اتیل استات به عنوان جایگزین مطمئن تر مورد استفاده قرار می‌گیرند.